# Le Courrier des maires
Pour les articles homonymes, voir Maire (homonymie).
 (avril 2017).
Si vous disposez d'ouvrages ou d'articles de référence ou si vous connaissez des sites web de qualité traitant du thème abordé ici, merci de compléter l'article en donnant les références utiles à sa vérifiabilité et en les liant à la section « Notes et références ».
Le Courrier des maires et des élus locaux, souvent appelé Le Courrier des maires est un magazine mensuel publié par le groupe Moniteur (éditeur du Moniteur des travaux publics et du bâtiment).
Le Courrier des maires est conçu pour être à la fois un outil d'information et de formation pour tous les maires et élus locaux français et un guide pour exercer son mandat et agir en toute sécurité.
Chaque mois, il apporte l'essentiel de l'actualité, des articles pratiques sur la gestion locale, des dossiers approfondis, une partie magazine plus axée sur les conseils utiles dans l'exercice de la fonction au quotidien. Des fiches techniques, de la jurisprudence et les textes officiels commentés sont présentés dans un cahier autonome et détachable Le Courrier juridique et financier.